# Philippe II de Poméranie
Philippe II de Poméranie (né le 29 juillet 1573 – 3 février 1618) est de 1606 à 1618 duc régnant de Poméranie-Stettin il est considéré comme le plus grand mécène parmi les ducs de Poméranie.

## Biographie

### Origine et jeunesse
Philippe naît le 29 juillet 1573 à Neuenkamp, qui deviendra ensuite Franzburg en Poméranie, il est le fils aîné du duc Bogusław  XIII de Poméranie-Barth et de sa première épouse Claire de Brunswick. Il grandit dans la petite résidence  de son père à Barth. En effet ce dernier, bien qu'il soit le second fils du duc Philipe Ier de Poméranie-Wolgast, lorsque les possessions de  Philippe Ier sont partagées entre les ducs de Poméranie en 1569, abandonne ses droits à une part en faveur de son frère cadet Ernest-Louis et reçoit en compensation un apanage, assez modeste, consistant en la région de Barth et l'abbaye cistercienne sécularisée de Neuenkamp.
Comme enfant et adolescent Philippe reçoit l'éducation habituelle réservée aux fils de princes allemands à l'époque de la Renaissance. Toutefois son intérêt pour les arts et les sciences s'accroît au-delà du niveau commun. Dès l'âge de douze ans, il possède une collection de livres et de tableaux. Il écrit son  premier essai scientifique à l'âge de 17 ans. Son goût des arts n'est pas qu'une expression de représentation royale, mais provient d'un goût personnel. À 18 ans il écrit : « C'est un plaisir de collectionner de belles choses, sélectionner des livres, des portraits fait de la main d'un maître, et d'anciennes pièces de monnaie de toutes sortes. De cela j'apprends comment m'améliorer moi-même et aussi comment je peux en faire bénéficier le grand public. »
Selon les coutumes de son époque il entreprend des Grands Tours, qui le conduisent dans de nombreux pays européens et dans les cours locales. Le séjour de deux ans qu'il effectue en Italie à la fin de son Grand Tour final est interrompu en 1598 quand sa mère tombe gravement malade. Cinq ans après la charge du gouvernement lui incombe. En 1603, le duc Barnim X meurt et le père de Philippe, Bogusław XIII de Poméranie, devient le duc régnant du Teilherzogtum (c'est-à-dire « Part de Duché ») de Poméranie-Stettin. Considérant sans doute qu'il est trop vieux pour gouverner Bogusław XIII nomme son fils Philippe II « gouverneur de Poméranie-Stettin ».

### Règne
Quand Bogusław XIII meurt en 1606, Philippe devient de plein droit le duc régnant de Stettin. Les caractéristiques principales de son règne sont liées à son mécénat pour les arts mais aussi aux réglementations paysannes de 1616, dans lesquelles les bases légales du servage sont établies.
Le 10 mars 1607 il épouse à Treptow an der Rega, son douaire, Sophie de Schleswig-Holstein-Sonderburg (née le 17 août 1579), la fille de Jean de Schleswig-Holstein-Sonderbourg et de sa première épouse Élisabeth de Brunswick-Grubenhagen. Leur union restera stérile comme tous les mariages de la dernière génération des ducs de Poméranie si bien qu'après la mort du dernier frère de Philippe II, le duc Bogusław XIV, la maison de Greifen s'éteint en ligne masculine.
La tendance de Philippe II à la « mélancolie » apparaît très tôt et est certainement renforcée par sa constitution maladive. Dès la première décennie du XVIIe siècle, il souffre de goutte, ce qui lui rend la vie difficile et entraîne progressivement son retrait de la vie publique. Il assiste toutefois en personne aux noces de son frère François avec Sophie de Saxe à Dresde en 1610, et à l'investiture de l'empereur Matthias lors de la diète de Ratisbonne en 1613. En 1612, il se rend dans un établissement thermal récemment découvert à Lunebourg, ce qui n'apporte aucun soulagement à ses souffrances. Il meurt le 3 février 1618, avant d'atteindre l'âge de 50 ans, comme beaucoup des membres masculins de la dernière génération de la maison de Poméranie.

### Mécénat
Les plus importants travaux artistiques commandés par Philippe II datent de la période comprise entre 1606 à sa mort. Ils comprennent :
- l'épitaphe sur le tombeau de son ancêtre le duc Barnim VI dans l'église de Kenz-Küstrow dans la région de Barth ;
- l'ouvrage dénommé Livre signting , avec de nombreux portraits de membres de la maison de Greifen ;
- une « galerie d'art » ;
- la « Grande carte de Lubin (de) » de Eilhard Lubin (de) qui est la première carte détaillée du duché de Poméranie ;
- la pièce maîtresse était le « cabinet d'art de Poméranie », qui fut détruit par le feu pendant la Seconde Guerre mondiale.

Le collectionneur et marchand Philip Hainhofer (en) d'Augsbourg est son principal fournisseur en œuvres d'art. Philippe II correspond longuement avec lui. Pendant la visite de Hainhofer dans le duché de Poméranie en 1617, il tient un journal qui contient une description détaillée de la collection d'art du château ducal de Szczecin. Lorsque Philippe décède en 1618, un grand nombre des travaux dont il a passé commande ne sont pas terminés. Son frère et successeur, François de Poméranie, montre peu de goût pour poursuivre la politique artistique ambitieuse de son défunt frère. Il solde le prix des travaux commandés par Philippe II, mais avec lui l'ère de l'art à la cour ducale de Poméranie s'achève. Parmi les commandes terminées sous le duc François se trouve la nouvelle aile du château ducal sur le côté ouest de la place de Mint. De nombreuses œuvres se trouvent exposées dans cette nouvelle aile.
Il aurait inauguré une collection de dessins dont ferait partir la série de treize portraits, conservés par le musée des beaux-arts de Reims. Dix sont attribués à Lucas Cranach et trois à son fils. L'hypothèse de ce rassemblement d'œuvres par Philippe II reste à confirmer, mais la série contient un portrait de son grand-père Philippe Ier de Poméranie, datant de 1541.